# Fungus Amongus
Fungus Amongus är bandet Incubus debutalbum som släpptes den 1 november 1995 på Stopuglynailfungus Music On Chillum, bandets eget bolag. Det återutgavs av Epic Records den 7 november 2000.

## Låtlista
1. "You Will Be a Hot Dancer" – 3:47
2. "Shaft" – 3:14
3. "Trouble in 421" – 4:41
4. "Take Me to Your Leader" – 4:27
5. "Medium" – 3:12
6. "Speak Free" – 4:55
7. "The Answer" – 3:02
8. "Psychopsilocybin" – 4:20
9. "Sink Beneath the Line" – 3:15
10. "Hilikus" – 3:15